# Ommatius fernandezi
Ommatius fernandezi är en tvåvingeart som beskrevs av Scarbrough 2002. Ommatius fernandezi ingår i släktet Ommatius och familjen rovflugor. Inga underarter finns listade i Catalogue of Life.